# Przełęcz Jabłonicka
Przełęcz Jabłonicka, Przełęcz Tatarska (ukr. Яблуницький (Татарський) перевал, Jabłunyćkyj (Tatarśkyj) perewał) – przełęcz na terenie Ukrainy, w łańcuchu Zewnętrznych Karpat Wschodnich, oddzielająca Gorgany od Czarnohory. Jej wysokość to 931 m n.p.m. 
Przez Przełęcz Jabłonicką przebiega droga regionalna R03, łącząca Rachów w obwodzie zakarpackim z miejscowością Jaremcze w obwodzie iwanofrankiwskim. Przełęcz Jabłonicka rozdziela dolinę Czarnej Cisy po stronie zakarpackiej od doliny Prutu po stronie galicyjskiej. 
Od najdawniejszych czasów wykorzystywana była jako szlak handlowy znad Morza Czarnego na Węgry. Przed II wojną światową na przełęczy znajdowało się schronisko turystyczne Polskiego Towarzystwa Tatrzańskiego.
19 września 1939, po agresji ZSRR na Polskę, dowodzone przez płk. dypl. Stanisława Maczka resztki 10 Brygady Kawalerii – w sile ok. 1,5 tys. żołnierzy, z kilkoma tankietkami – otrzymały rozkaz wycofania się na Węgry. Przekroczyły one granicę polsko-węgierską na Przełęczy Tatarskiej, po czym zostały internowane.
18 października 1944 przekroczyła ją Armia Czerwona.